# Venere e Adone (arte)

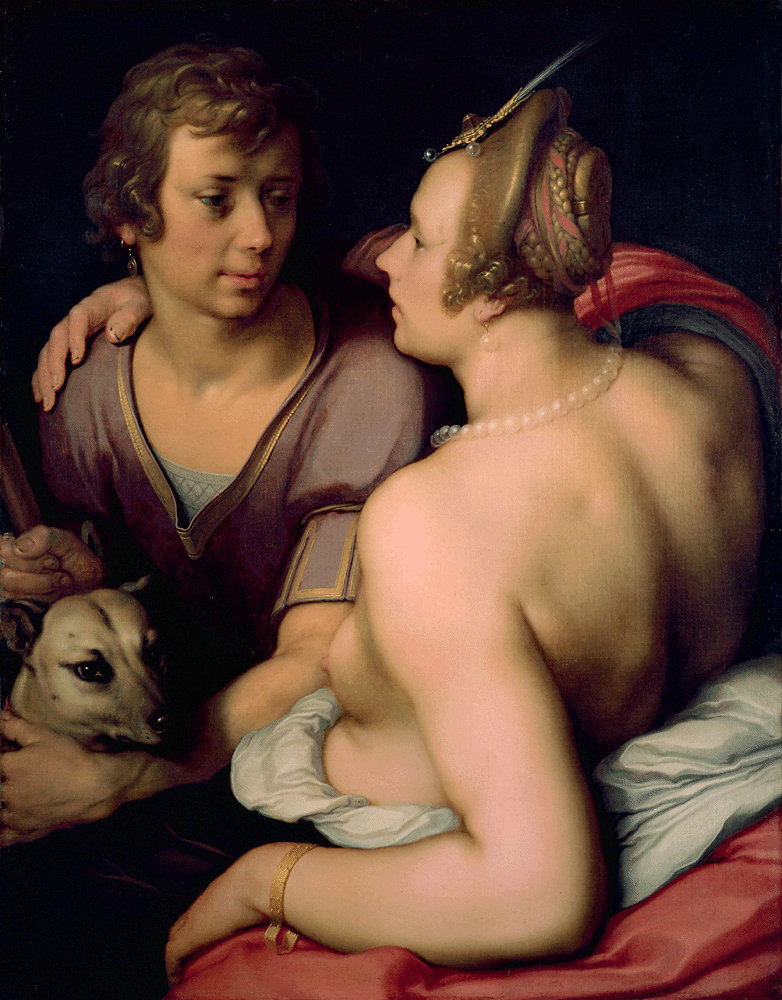
Cornelis van Haarlem, Venere e Adone, 1614

Venere e Adone (in francese Vénus et Adonis; in olandese Venus en Adonis; in tedesco Venus und Adonis), è un soggetto classico della pittura, della scultura e, in misura minore, della musica.

## Descrizione

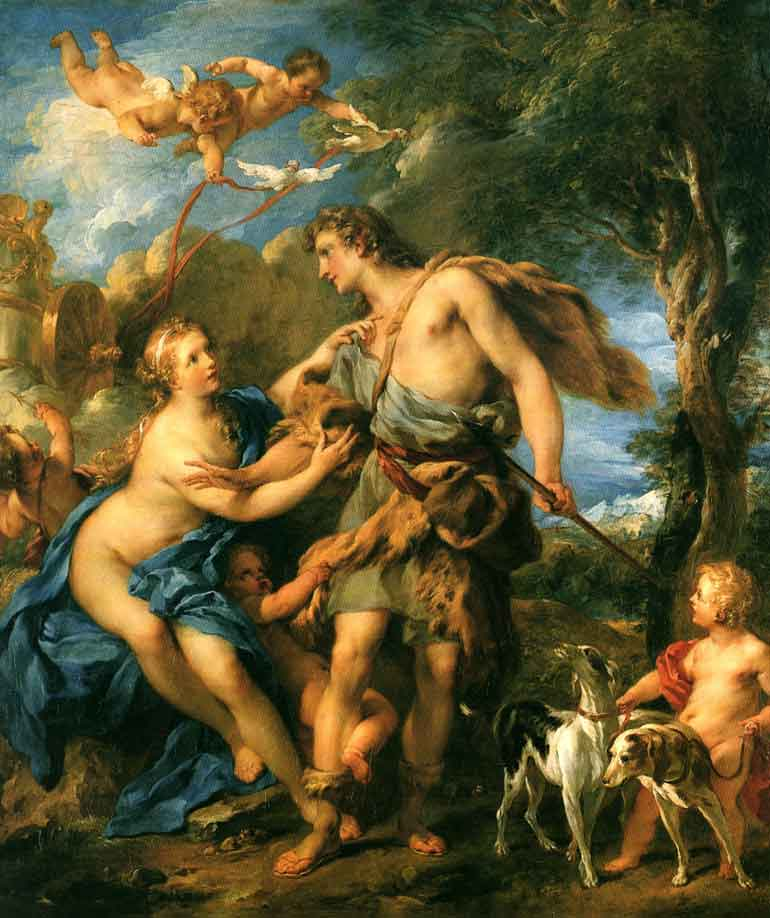
François Lemoyne, Venere e Adone, 1729

Il tema deriva dalla mitologia greca e romana e raffigura Venere (o Afrodite), la dea dell'amore e della bellezza, e il suo amante Adone. Nella mitologia la dea si innamora perdutamente del giovane e ciò causa la gelosia di suo marito Marte (o Ares); pertanto, durante una battuta di caccia, il dio invia un cinghiale ad uccidere il giovane. La dea, avendo saputo cosa era successo, corre in suo soccorso, ma trova Adone già morto. Il tema, che era già presente in epoca classica, raffigura per lo più gli amori tra Venere e Adone, la dea che scongiura Adone di non partire per la sua battuta di caccia (come nei dipinti di Tiziano) o il ritrovamento del cadavere del giovane. In alcuni dipinti è anche presente la figura di Cupido (o Eros), il figlio della dea Venere. Molto spesso i due amanti si trovano in un paesaggio bucolico, dando al tema un tocco pastorale.

## Pittura
- Tiziano Vecellio:
  - Venere e Adone di Madrid, 1553
  - Venere e Adone di Londra, 1555

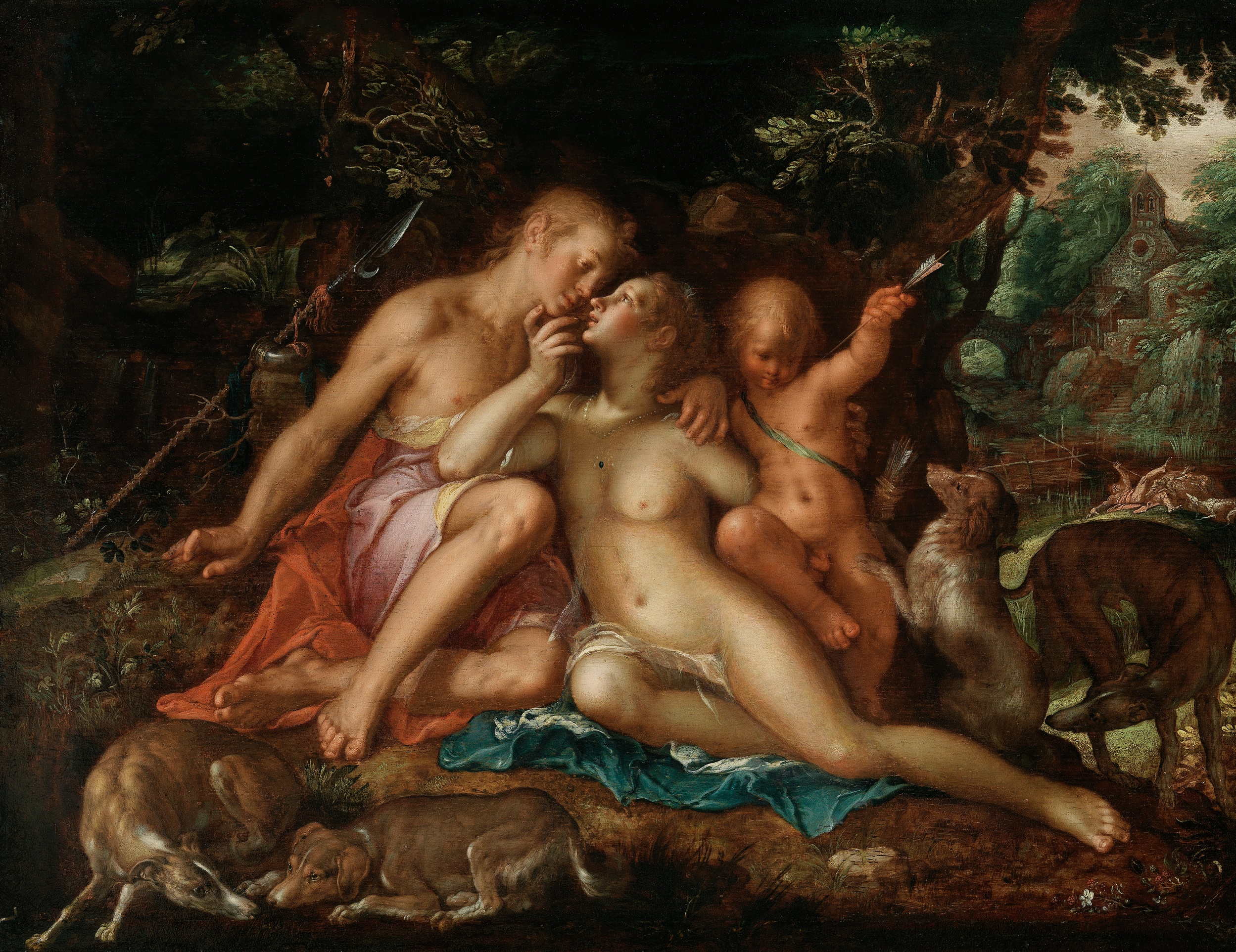
Joachim Wtewael, Venere e Adone, 1607-1610

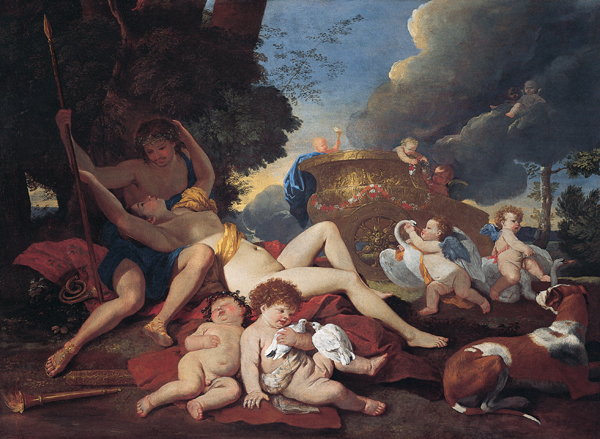
Niccolò Pussino, Venere e Adone, 1624-1625

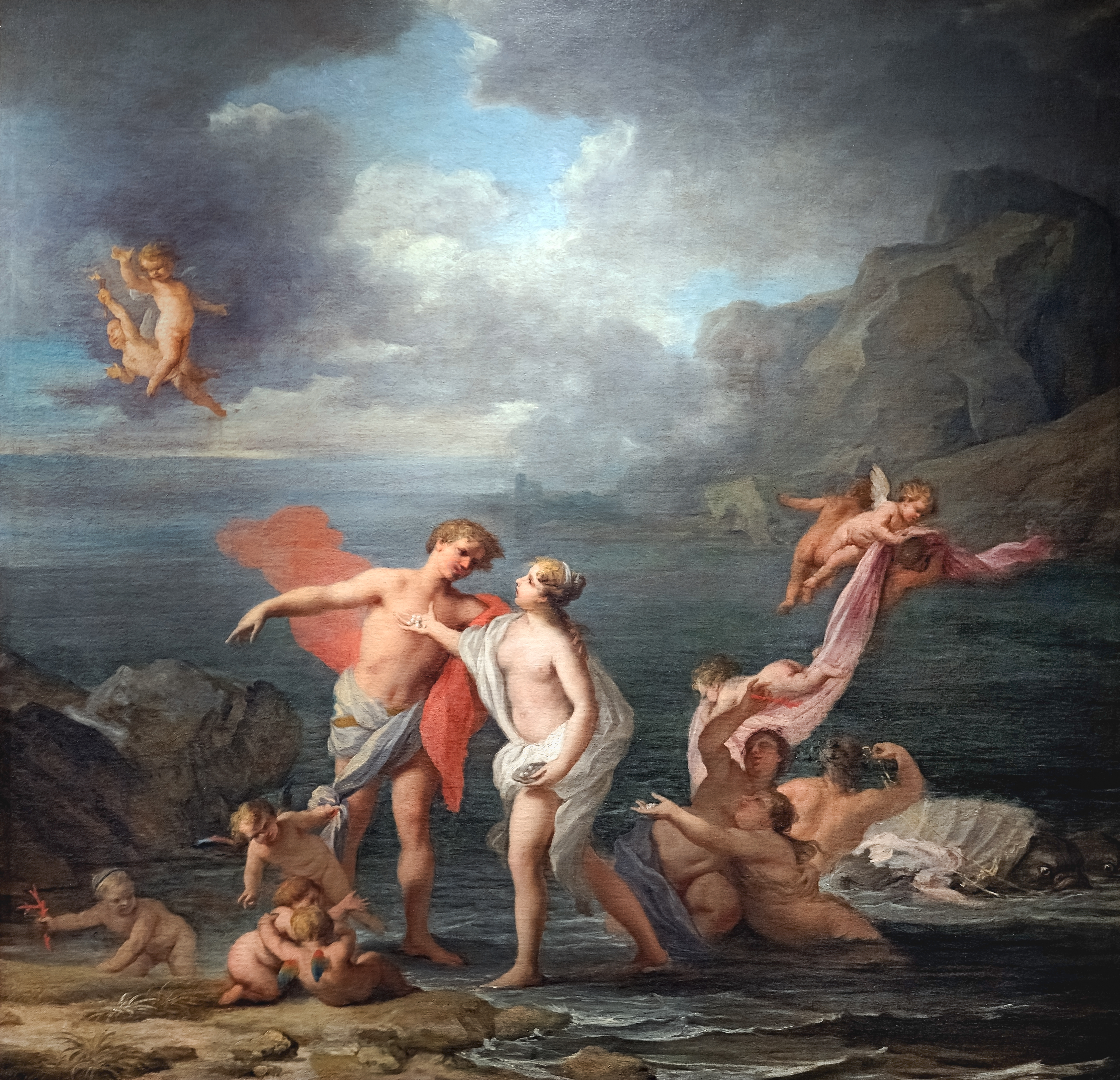
Jacopo Amigoni, Venere e Adone con le Nereidi, prima del 1752

  - Venere e Adone di Los Angeles, 1555-1560
  - Venere e Adone di Washington, 1560
  - Venere e Adone, collezione privata temp. Oxford, 1560
  - Venere e Adone di Roma, 1560
  - Venere e Adone di New York, 1560

- Paris Bordone, Venere e Adone, 1560 circa

- Luca Cambiaso, Venere e Adone, 1560-1565

- Luca Cambiaso, Venere e Adone,[4] 1565-1568

- Paolo Veronese, Venere e Adone, 1562

- Paolo Veronese, Venere e Adone, 1580

- Annibale Carracci, Venere, Adone e Cupido, 1595

- Bartholomäus Spranger, Venere e Adone (Venus und Adonis), 1597

- Abraham Janssens, Venere e Adone, prima del 1632

- Joachim Anthonisz Wtewael, Venere e Adone (Venus en Adonis), 1607-1610

- Cornelis van Haarlem, Venere e Adone (Venus en Adonis), 1614

- Peter Paul Rubens, Venere e Adone (Venus en Adonis), 1614

- Antoon van Dyck, Venere e Adone (Venus poogt Adonis van de jacht te weerhouden), 1620 circa

- Francesco Albani, Venere ed Adone, 1621-1633

- Niccolò Pussino, Venere e Adone (Vénus et Adonis), 1624-1625

- Niccolò Pussino, Venere e Adone (Vénus et Adonis), 1626

- Abraham Bloemaert, Venere e Adone (Venus en Adonis),[5] 1632

- Peter Paul Rubens, Venere e Adone (Venus en Adonis), 1635

- Christiaen van Couwenbergh, Venere e Adone (Venus en Adonis), 1645

- Ferdinand Bol, Venere e Adone (Venus en Adonis), 1657-1660

- Theodoor van Thulden, Venere e Adone (Venus en Adonis), prima del 1669

- Sebastiano Ricci, Venere e Adone,[6] 1706-1707

- Mattheus Terwesten, Venere e Adone (Venus en Adonis), 1718

- François Lemoyne, Venere e Adone (Vénus et Adonis), 1729

- Jacopo Amigoni, Venere e Adone,[7] 1740 circa

- Jacques Ignatius de Roore, Venere e Adone (Vénus et Adonis), prima del 1747

- Jacopo Amigoni, Venere e Adone con le Nereidi, prima del 1752

- Christian Wilhelm Ernst Dietrich, Adone e Afrodite (Adonis und Aphrodite), 1770 circa

- Juan Bautista Peña, Venere e Adone (Venus y Adonis), prima del 1773

- Jonas Åkerström, Venere, Adone e Cupido (Venus, Adonis och Amor),[8] prima del 1795

- Pierre Paul Prud'hon, Venere e Adone (Vénus et Adonis), 1800 circa

## Scultura

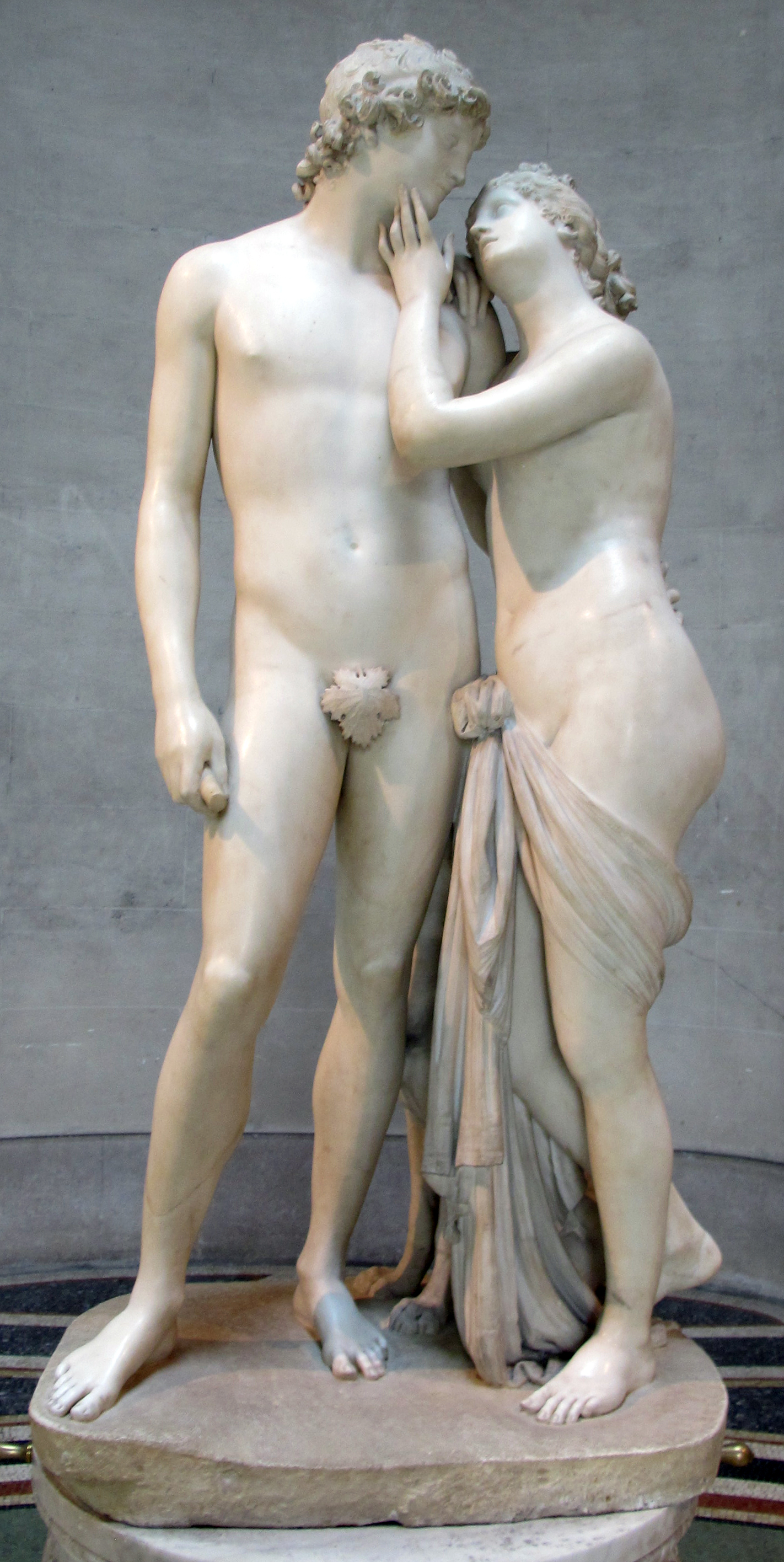
Antonio Canova, Adone e Venere, 1795

- Adriaen de Vries, Venere e Adone (Venus en Adonis), 1620-1621

- Salomone Gaetano, sculture dalla Fontana di Venere e Adone[9] della Reggia di Caserta, 1784 - 1789

- Antonio Canova, Adone e Venere, 1795

## Musica
- John Blow, Venus and Adonis, 1683

- Henri Desmarets, Vénus et Adonis, 1697

- Hans Werner Henze, Venus und Adonis, 1997

## Opere letterarie
- William Shakespeare, Venere e Adone (titolo orig. Venus and Adonis), un poema narrativo, nel 1593
- Jean de La Fontaine, Adonis, 1658.